# Plogbreen
Der Plogbreen ist ein Gletscher im ostantarktischen Königin-Maud-Land. In den Kraulbergen der Maudheimvidda liegt er zwischen dem Basen und dem Plogen.
Wissenschaftler des Norwegischen Polarinstituts benannten ihn 1970 in Anlehnung an die Benennung des Plogen (norwegisch für Pflug).